# Kiwimetoden
Kiwimetoden är en läs- och skrivinlärningsmetod som ursprungligen kommer från Nya Zeeland, metoden bygger framför allt på att känna igen ord istället för att lära sig ljuda.

## Metoden
Kiwimetoden har sitt ursprung i Nya Zeeland, där ses den som en hela språkets metod då den tränar både muntligt tal, läsning och skrivutveckling.
Kiwimetoden är ett så kallat whole language-material, vilket betyder att man börjar med att tala kring handlingen för att först skapa en förförståelse för bokens handling. Man läser sedan meningarna tillsammans med barnen, efter det delar upp meningarna i ord som man i sin tur delar upp i stavelser och ljud. Kiwi bygger på åtta viktiga punkter.  Den första är tillgång till mängder av text. För att skapa goda förutsättningar för läsinlärning behöver barnen ha tillgång till olika texter och olika genrer. Det andra är demonstrationer, som lärare måste man presentera olika sorters litteratur för barnen, så att de det vad de har att välja mellan. Engagemang är det tredje som behövs,  enligt kiwi krävs en engagerad lärare för att skapa en engagerad klass. Även förväntningar och uppmuntran är en punkt, det är alltid lättare att lära sig någonting när man vet att det finns någon som tror på en. Den femte punkten är ansvar, barnen ska känna att de själva ansvarar för sitt lärande. Antaganden är den sjätte punkten, att arbeta kring en text och titta på bilderna och gissa vad den ska handla om underlättar sedan själva läsandet och bildar en procedur kring läsandet. Praktisk användning, vad är målet med att läsa det här? Flera av kiwiböckerna är instruktioner eller recept. Barnen får på det sättet genast ut någon av sitt läsande. Den åttonde och sista punkten är gensvar.  Eleven lär sig genom kiwimaterialet att uppmärksamma skrivregler och träna lässtrategier   Med detta menar de att man i läsningen skall påpeka (om inte eleverna uppmärksammar det själva) olika skrivtecken och regler med frågan ”vad tror ni att det här tecknet betyder?”. Oftast finns det vissa ord som återkommer på varje sida i böckerna. Tanken är också att eleverna ska kunna finna ledtrådar i bilderna, allt detta för att underlätta läsandet.

## Material
Kiwi-materialet består av 120 småböcker med 6 stycken exemplar av varje titel, till vissa av böckerna hör även en så kallad storbok. Böckerna grupperas i tre olika nivåer, Klara, Färdiga och Gå; där Klara är läsförberedande, Färdiga riktar sig mot nybörjarläsare och Gå är på lite mer avancerad nivå.
Varje nivå är i sin tur indelad i fyra steg. Det finns även 24 stycken Kiwi-kapitelböcker, för elever som fått flyt i sin läsning. 